# Eine Kugel für den Bullen
Eine Kugel für den Bullen (Originaltitel: Il carabiniere) ist ein italienisches Kriminaldrama von Regisseur Silvio Amadio, das er mit Fabio Testi und Enrico Maria Salerno in den Hauptrollen 1981 inszenierte. Die deutschsprachige Erstaufführung erfolgte am 6. Januar 1986 im Privatfernsehen; eine spätere Videoveröffentlichung trug den Titel Police Killer.

## Handlung
Die Brüder Francesco und Paolo Palumbo leben mit ihrer Mutter Elena (der Vater ist verstorben) auf dem ländlichen Anwesen in der Toskana, das sie mit einem bediensteten Ehepaar selbst bewirtschaften. Der Landstrich ist Immobilienwunsch des reichen Bauunternehmers Roberto De Micheli, dessen Tochter Angela seit dem Tod der Mutter verstört ist. Da sie sich dem Wunsch trotz viel Geldes und zahlreicher Gespräche verweigern, ist De Micheli – eine große Siedlung kann er wegen deren Haltung nicht bauen – den Palumbos in herzlicher Feindschaft zugetan, die sich noch steigert, als Paolo und Angela sich ineinander verlieben. Der inzwischen, der Arbeit und der Unterordnung unter den älteren Bruder müde, zum Polizist gewordene Paolo wird auf Anordnung De Michelis von Auftragskillern getötet, als er geschmuggelte Liebesbriefe entdeckt. Es sieht wie ein Unfall aus, doch Elena Palumbo stirbt an gebrochenem Herzen, Angela verliert den Verstand und Francesco, der nicht an einen Unfall glaubt, geht in die Stadt, um den Tod seines Bruders zu rächen. Als er den Schuldigen kennt, unterstützt ihn die Polizei mangels Beweisen nicht. Er nimmt das Gesetz in die eigene Hand, ist erfolgreich und landet im Gefängnis.

## Kritik
Die aufgrund des Titels auf härtere Kost eingestellten Filmzuschauer empfänden den Film als „muffiges und dröges Familiendrama“, so Michael Cholewa. und ergänzt: „Die Freundlichkeiten der Bauernfamilie sind so übertrieben höflich und verständnisvoll dargestellt, daß man geradezu darauf wartet, wann dieses […] Idyll endlich zerstört wird.“ Dagegen sahen die Segnalazioni Cinematografiche eine eigene, wenn auch nicht ganz neue Art, die schlichte Geschichte zu erzählen. Das Werk erinnere an alte Filme Raffaello Matarazzos.